# WestJet
WestJet Airlines Ltd. é uma empresa aérea canadense de baixo custo (low-cost) que oferece voos regulares e serviço de fretamento a mais de 100 destinos no Canadá, Estados Unidos, Ásia, América Central e Caribe. Fundada em 1996, pelo brasileiro radicado nos Estados Unidos, David Neeleman, a WestJet é atualmente a segunda maior empresa aérea canadense, atrás apenas da Air Canada, operando uma média de 777 voos e transportando 66 mil passageiros por dia. Em 2022, tinha cerca de 8,4 mil funcionários.
Sua sede e seu principal centro de operações (hub) é o Aeroporto Internacional de Calgary.

## Frota

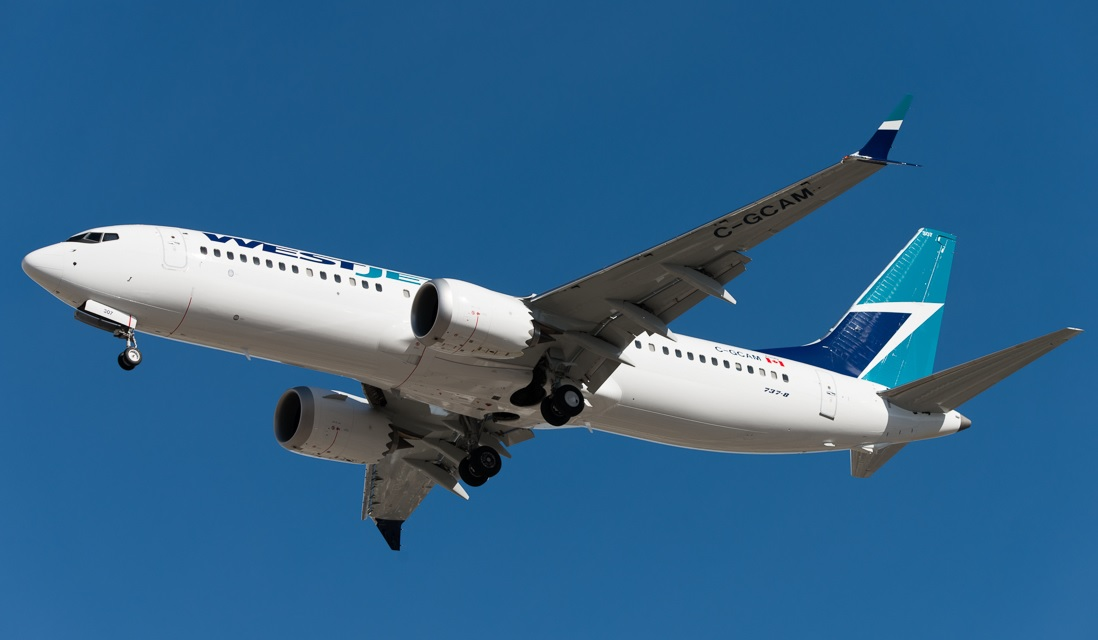
Boeing 737 MAX 8 da WestJet.

Em dezembro de 2022, a frota da WestJet era constituída por:
| Aeronave          | Em Serviço | Pedidos | Passageiros | Notas                        |
| ----------------- | ---------- | ------- | ----------- | ---------------------------- |
| Boeing 737-700    | 41         | —       | 132         |                              |
| Boeing 737-800    | 36         | —       | 174         |                              |
| Boeing 737 MAX 7  | —          | 32      |             |                              |
| Boeing 737 MAX 8  | 22         | 19      | 174         | Com mais 22 opções de compra |
| Boeing 737 MAX 10 | —          | 54      |             |                              |
| Boeing 787-9      | 7          | —       | 320         | Com mais 10 opções de compra |
| Total             | 106        | 105     |             |                              |